# Paul Joly (résistant)
Pour les articles homonymes, voir Paul Joly.
Paul Joly, né le 27 juin 1899 à Lannoy dans le Nord et mort le 24 avril 1945 à Buchenwald, en Allemagne, est un officier des Forces françaises libres pendant la Seconde Guerre mondiale, Compagnon de la Libération.

## Biographie
Paul Joly, né en 1899, effectue son service militaire peu après la Première Guerre mondiale, en 1919, dans l'infanterie. Il s'installe ensuite comme constructeur d'appareils frigorifiques, à Roubaix.
Pendant la Seconde Guerre mondiale, Paul Joly choisit de résister. Il crée une filière d'évasion, puis un réseau de renseignement reconnus par le général de Gaulle et les Forces françaises libres.
Paul Joly est mort le 24 avril 1945 en Allemagne, à l'Hôpital de Buchenwald. Son corps n'a pas été retrouvé.
Il est créé Compagnon de la Libération à titre posthume par le décret du 20 janvier 1946.

## Hommages et distinctions
- Chevalier de la Légion d'honneur
- Compagnon de la Libération à titre posthume par décret du 20 janvier 1946[2]
- Croix de guerre 1939–1945, palme de bronze
- Médaille de la Résistance française par décret du 25 avril 1946[3]
- Médaille commémorative française de la guerre 1939–1945
- Officier de l'ordre de la Couronne (Belgique)
- Croix de guerre (Belgique)
- Médaille de la résistance armée 1940-1945 (Belgique)